# Beure
 Beure  es una población y comuna francesa, en la región de Franco Condado, departamento de Doubs, en el distrito de Besançon y cantón de Besançon-Sud.

## Demografía
| 1131 | 1278 | 1243 | 1166 | 1188 | 1377 |
| Para los censos de 1962 a 1999 la población legal corresponde a la población sin duplicidades (Fuente: INSEE [Consultar]) |      |      |      |      |      |

Forma parte de la aglomeración urbana de Besançon.